# イン・スクエア・サークル
イン・スクエア・サークル(In Square Circle )は、1985年に発表されたスティーヴィー・ワンダーのアルバム。20枚目のオリジナル・アルバム。

## 解説
第一弾シングル「パートタイム・ラヴァー」が全米1位を獲得。
アール・クルーが参加したバラード「オーヴァージョイド」は、日本でオンワード樫山「23区」のコマーシャルソングに使われた。また、メアリー・J・ブライジがカヴァー（同ヴァージョンはスティーヴィー本人がプロデュースを担当）。
「イッツ・ロング（アパルトヘイト）」は、南アフリカ共和国のアパルトヘイトを批判したプロテストソングで、コサ語のコーラスを取り入れた。

## 収録曲
1. パートタイム・ラヴァー - Part-Time Lover
2. アイ・ラヴ・ユー・トゥー・マッチ - I Love You Too Much
3. 未来へのノスタルジア - Whereabouts
4. 愛の浜辺で - Stranger on the Shore of Love
5. ネヴァー・イン・ユア・サン - Never in Your Sun
6. スピリチュアル・ウォーカーズ - Spiritual Walkers
7. ランド・オブ・ラ・ラ - Land of La La
8. ゴー・ホーム - Go Home
9. オーヴァージョイド - Overjoyed
10. イッツ・ロング （アパルトヘイト） - It's Wrong (Apartheid)[1]

## プレイヤー
- スティーヴィー・ワンダー - ドラムス、シンセサイザー、ピアノ、エレクトリック・ピアノ、ハープシコード、アコーディオン、パーカッション、ハーモニカ、ヤマハCS80、ボコーダー、cora, environmental percussion (crickets, bird sounds, ocean, pebbles in pond, stone dropped, crushing leaves), lead & background vocals、
- エドウィン・バードソング - ヤマハCS80
- Larry Gittens - トランペット
- Bob Malach - サクソフォーン
- アール・クルー - ギター
- ベン・ブリッジズ - ギター
- Rick Zunigar - ギター
- ルーサー・ヴァンドロス - Lead & バック・コーラス
- シリータ・ライト - バック・コーラス
- フィリップ・ベイリー - バック・コーラス
- Vincent Unto - バック・コーラス
- キース・ジョン - バック・コーラス
- Melody McCully, Billy Durham, Peter Byrne, Renee Hardaway, Darryl Phinnessee, Deniece Williams, Howard Smith, Janice Moore, Chela Akins, Carolyn Garrett, Valencia Cox, Ruthell Holmes, Ray Gibbs, Musa Dludla, Thandeka Ngono-Raasch, Linda Bottoman-Tshabalala, Muntu Myuyana, Lorraine Mahlangu-Richards, Fana Kekana, Tsepo Mokone- Background vocals
- Paul Riser - ストリングス・アレンジ